# Делавер Тауншип (округ Джуніата, Пенсільванія)
Делавер Тауншип (англ. Delaware Township) — селище (англ. township) в США, в окрузі Джуніата штату Пенсільванія. Населення — 1610 осіб (2020).

## Демографія
Згідно з переписом 2010 року, у селищі мешкало 1547 осіб у 610 домогосподарствах у складі 448 родин. Було 687 помешкань
Расовий склад населення:
| - 97,3 % — білих - 0,8 % — чорних або афроамериканців - 0,7 % — азіатів - 0,1 % — корінних американців |

До двох чи більше рас належало 0,5 %. Частка іспаномовних становила 1,0 % від усіх жителів.
За віковим діапазоном населення розподілялося таким чином: 23,2 % — особи молодші 18 років, 59,9 % — особи у віці 18—64 років, 16,9 % — особи у віці 65 років та старші. Медіана віку мешканця становила 42,8 року. На 100 осіб жіночої статі у селищі припадало 97,1 чоловіків; на 100 жінок у віці від 18 років та старших — 99,0 чоловіків також старших 18 років.
Середній дохід на одне домашнє господарство становив 54 241 долар США (медіана — 46 036), а середній дохід на одну сім'ю — 66 978 доларів (медіана — 60 956). Медіана доходів становила 40 938 доларів для чоловіків та 34 583 долари для жінок. За межею бідності перебувало 12,1 % осіб, у тому числі 23,9 % дітей у віці до 18 років та 8,5 % осіб у віці 65 років та старших.
Цивільне працевлаштоване населення становило 775 осіб. Основні галузі зайнятості: виробництво — 21,3 %, освіта, охорона здоров'я та соціальна допомога — 16,8 %, будівництво — 10,2 %, роздрібна торгівля — 9,9 %.